# Maggie Ewen
Magdalyn « Maggie » Ewen (née le 23 septembre 1994 à St. Francis dans le Minnesota) est une athlète américaine, spécialiste du lancer du poids, du lancer du disque et du lancer du marteau.

## Biographie
Médaillée d'argent du lancer du disque lors des championnats panaméricains juniors 2013, elle se classe deuxième des championnats des États-Unis d'athlétisme 2017 et participe aux championnats du monde 2017 où elle s'incline dès les qualifications de l'épreuve du disque.
Elle se classe 4e des championnats du monde 2019 à Doha avec 18,93 m.

## Palmarès
| Date | Compétition                    | Lieu             | Résultat | Discipline | Marque  |
| ---- | ------------------------------ | ---------------- | -------- | ---------- | ------- |
| 2018 | Championnats NACAC             | Toronto          | 1re      | Poids      | 18,22 m |
| 2018 | Championnats NACAC             | Toronto          | 3e       | Disque     | 59,00 m |
| 2019 | Championnats du monde          | Doha             | 4e       | Poids      | 18,93 m |
| 2021 | Ligue de diamant               | Ligue de diamant | 1re      | Poids      |         |
| 2022 | Championnats du monde en salle | Belgrade         | 5e       | Poids      | 19,15 m |
| 2022 | Championnats du monde          | Eugene           | 9e       | Poids      | 18,64 m |
| 2023 | Championnats du monde          | Budapest         | 6e       | Poids      | 19,51 m |
| 2024 | Championnats du monde en salle | Glasgow          | 7e       | 18,96 m    |         |

### National
- Championnats des États-Unis d'athlétisme :
  - Plein air : vainqueur en 2018 et 2023

## Records
| Épreuve           | Épreuve           | Performance | Lieu        | Date              |
| ----------------- | ----------------- | ----------- | ----------- | ----------------- |
| Lancer du poids   | Plein air         | 19,47 m     | Minsk       | 10 septembre 2019 |
| Lancer du poids   | Salle             | 19,28 m     | Boston      | 26 janvier 2019   |
| Lancer du disque  | Lancer du disque  | 62,47 m     | Chula Vista | 12 avril 2018     |
| Lancer du marteau | Lancer du marteau | 75,04 m     | Des Moines  | 27 juillet 2019   |